# 834.
◄ | 8. stoljeće | 9. stoljeće | 10. stoljeće | ►
◄ | 800-ih | 810-ih | 820-ih | 830-ih | 840-ih | 850-ih | 860-ih | ►
◄◄ | ◄ | 831. | 832. | 833. | 834. | 835. | 836. | 837. | ► | ►►
Astronomija • Književnost • Kršćanstvo • Pravo • Promet

## Smrti
- Odo I., orleanski grof

## Vanjske poveznice
|  | Zajednički poslužitelj ima još gradiva o temi 834. |